# Upper Atmosphere Research Satellite
L'Upper Atmosphere Research Satellite (UARS) ovvero "satellite di ricerca nell'alta atmosfera" era un osservatorio orbitale la cui missione era quella di studiare l'atmosfera terrestre, in particolare lo strato protettivo di ozono.
Il satellite, con una massa di 5 900 kg, è stato posizionato in orbita nel 1991 dallo Space Shuttle Discovery durante la missione STS-48. All'inizio la durata della missione doveva essere di tre anni e l'UARS orbitava ad una quota operativa di (604 km) con un'inclinazione orbitale di 57 gradi. Nel giugno del 2005, dopo 14 anni, sei dei dieci strumenti erano ancora operativi. L'UARS è stato dismesso nel 2005 e ai primi di dicembre di quell'anno è entrato in un'orbita finale di abbassamento, seguita dallo spegnimento dei sistemi del satellite.
Il 26 ottobre 2010 la Stazione spaziale internazionale ha eseguito una manovra di evitamento detriti per impedire una possibile collisione con questo satellite.
Il satellite è rientrato e bruciato nell'atmosfera il 24 settembre 2011, sopra l'oceano Pacifico. Nonostante i timori, sembrerebbe che nessun pezzo residuo abbia raggiunto la superficie terrestre.

## Strumenti

### Studi chimici

#### Cryogenic Limb Array Etalon Spectrometer (CLAES)
Il CLAES era uno spettrometro che serviva per determinare le concentrazioni e le distribuzioni di composti di azoto, cloro, ozono, vapore acqueo e metano. Funzionava misurando lo spettro a infrarossi di ciascun gas.
Al fine di distinguere lo spettro della traccia del gas dalla radiazione di fondo dell'atmosfera, CLAES doveva avere alta risoluzione e sensibilità. Per raggiungere questo obiettivo, lo strumento combinava un telescopio con uno spettrometro a infrarossi. L'intero strumento è stato criogenicamente raffreddato per impedire che il calore dello strumento interferisse con le letture. Il sistema di criogenia consisteva in un serbatoio interno di neon solido a -257 °C e uno esterno d'anidride carbonica solida a -150 °C. Il neon e l'anidride carbonica, evaporando, hanno mantenuto lo strumento freddo per un tempo previsto di 19 mesi. Il gas nei serbatoi è terminato il 5 maggio 1993 e lo strumento si è riscaldato eccessivamente, ponendo fine alla sua vita utile.
Lo strumento era puntato lateralmente fuori dalla piattaforma UARS per osservazioni attraverso la stratosfera e la più bassa mesosfera. Il CLAES ha prodotto una raccolta globale di dati di 19 mesi, che mostra la distribuzione verticale d'importanti gas dello strato d'ozono nella stratosfera e la loro variazione a seconda dell'ora del giorno, stagione, latitudine e longitudine.

#### Improved Stratospheric and Mesospheric Sounder (ISAMS)
ISAMS è un radiometro a infrarossi per la misurazione delle emissioni termiche della Terra su entrambi i lati del satellite. Usava la tecnica di modulazione di pressione per ottenere alta risoluzione spettrale e degli innovativi refrigeratori a ciclo Stirling per ottenere un'elevata sensibilità del rivelatore. L'ISAMS utilizzava 7 celle a gas per 6 diversi tipi di gas: CO2 (per 2), CO, CH4, N2O, NO2 e H2O. Le cellule di CO2 consentivano anche la misurazione d'ozono (O3), acido nitrico (HNO3) e pentossido di diazoto (N2O5).
Gli obiettivi specifici dell'ISAMS erano:
- ottenere misurazioni della temperatura atmosferica in funzione della pressione, dalla tropopausa alla mesopausa, con buona precisione e risoluzione spaziale e quindi di studiare la struttura e la dinamica della regione;
- studiare la distribuzione e la variabilità del vapore acqueo nella media atmosfera per determinare il suo ruolo nella circolazione atmosferica generale e le sue sorgenti nella media atmosfera;
- misurare la distribuzione globale di ossidi d'azoto e, quindi, indagare le loro origini e il loro ruolo nei cicli catalitici che controllano la quantità di O3 nello strato di ozono stratosferico.

Ha anche fatto molte osservazioni sull'aerosol vulcanico e sulle nubi stratosferiche polari nella media atmosfera. Lo strumento ha funzionato dal settembre 1991 al luglio 1992.

#### Microwave Limb Sounder (MLS)

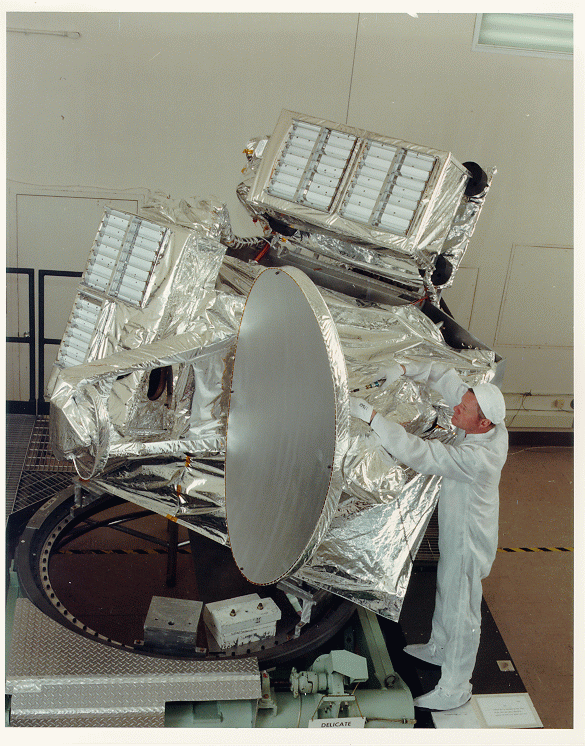
Il MLS prima dell'installazione nell'UARS.

Il MLS rilevava le emissioni termiche dovute alle microonde emesse naturalmente dalla Terra per creare profili verticali di gas, temperatura e pressione atmosferici. Il MLS era puntato a 90° rispetto all'orbita dell'UARS.
La radiazione termica entrava nello strumento attraverso un sistema di antenna a tre specchi. L'antenna scansionava meccanicamente sul piano verticale attraverso il bordo dell'atmosfera ogni 65,5 secondi. La scansione arrivava fino ad un'altezza dalla superficie di 90 km. Entrando nello strumento, il segnale dall'antenna era suddiviso in tre segnali, per essere elaborato da radiometri diversi. Il radiometro da 63 GHz misurava temperatura e pressione, quello da 183 GHz vapore acqueo ed ozono, mentre quello da 205 GHz cloro, ozono, anidride solforosa, acido nitrico e vapore acqueo.
A giugno 2005 erano ancora operativi i radiometri da 63 e 205 GHz; quello da 183 GHz invece si era spento dopo 19 mesi di funzionamento.

#### Halogen Occultation Experiment (HALOE)
L'HALOE utilizzava l'occultazione solare per misurare simultaneamente profili verticali di ozono (O3), acido cloridrico (HCl), acido fluoridrico (HF), metano (CH4), vapore acqueo (H2O), monossido di azoto (NO), diossido di azoto (NO2), temperatura, composizione d'aerosol e dimensioni delle distribuzioni, rispetto alla pressione atmosferica della Terra. Le misurazioni vengono effettuate in otto diverse lunghezze d'onda dei raggi infrarossi, attraverso un campo di 1,6 km.
Una scansione verticale dell'atmosfera è stata ottenuta osservando il Sole durante l'occultazione. La scansione misura la quantità d'energia solare assorbita dai gas nell'atmosfera.
Al fine di supportare la scansione, lo strumento è formato da due parti: l'unità ottica su di una sospensione cardanica biassiale e un'unità elettronica fissa. L'unità ottica contiene un telescopio, che raccoglie l'energia solare e i rilevatori di gas. L'unità elettronica gestisce i dati, controlla il motore e l'energia per lo strumento.

### Studi dinamici

#### High Resolution Doppler Imager (HRDI)
L'HRDI osservava le linee di emissione e d'assorbimento d'ossigeno molecolare utilizzando l'effetto Doppler delle linee per determinare i venti orizzontali e utilizzava le dimensioni delle linee per ottenere informazioni sulla temperatura atmosferica.
Lo strumento è costituito da due parti: il telescopio e l'interferometro, il quale comprende un tavolo ottico e l'elettronica di supporto.
Il telescopio utilizzava un campo visivo ristretto per evitare variazioni dell'effetto Doppler, attraverso il suo campo di osservazione, che potessero falsare i risultati. I dati raccolti dal telescopio erano inviati al processore tramite un cavo in fibra ottica.
L'HRDI ha condotto operazioni scientifiche da novembre 1991 ad aprile 2005.

#### Wind Imaging Interferometer (WINDII)
Lo strumento WINDII ha misurato la frequenza di vento, temperatura ed emissioni dell'airglow e dell'aurora. Lo strumento osservava verso la Terra da due angolazioni diverse: 45 gradi e 135 gradi dall'angolo di movimento della sonda. Questo ha permesso allo strumento d'osservare le stesse aree del cielo da due angoli, facendo passare pochi minuti tra le letture.
Lo strumento è costituito da un interferometro che alimenta una fotocamera CCD. I due telescopi (45 gradi e 135 gradi) hanno ciascuno un diaframma, inserito in un tubo lungo un metro, per ridurre i disturbi dovuti alla luce durante la visione diurna. L'ingresso dai telescopi è posizionato accanto al CCD in modo che entrambi osservino la stessa area contemporaneamente.

### Studi energetici

#### Solar Ultraviolet Spectral Irradiance Monitor (SUSIM)
Il SUSIM misurava le emissioni ultraviolette del Sole. Le osservazioni erano realizzate sia attraverso il vuoto sia attraverso occultazioni del sole nell'atmosfera. Questo ha permesso un confronto tra la quantità di luce ultravioletta che raggiunge la Terra e la quantità assorbita dall'atmosfera superiore.
A causa dell'energia dei raggi UV, il degrado dello strumento era previsto che fosse piuttosto rapido. Per risolvere questo problema, esso conteneva due spettrometri identici. Uno è stato usato quasi continuamente durante la parte giornaliera dell'orbita UARS, mentre il secondo è stato utilizzato di rado per verificare la sensibilità del primo.

#### Solar Stellar Irradiance Comparison Experiment (SOLSTICE)
Il SOLSTICE è stato progettato per misurare la radiazione solare. Lo strumento usava un nuovo approccio per la calibrazione: invece di effettuare la taratura mediante una lampada di riferimento interno, lo strumento prendeva regolarmente le misurazioni di brillanti stelle blu, che hanno emissioni teoricamente molto stabili su intervalli dell'ordine della vita operativa delle sonde spaziali. La fessura d'ingresso dello strumento era configurabile per le modalità solare o stellare, a causa della grande differenza di luminosità tra le due. In aggiunta alle stelle, SOLSTICE ha anche preso occasionali misure di altri obiettivi, compresa la luna ed altri oggetti del sistema solare. La squadra scientifica dello strumento è al Laboratorio di fisica atmosferica e spaziale presso l'Università del Colorado a Boulder. La missione scientifica del SOLSTICE è stata eseguita anche da un altro strumento SOLSTICE installato sul satellite SORCE.

#### Active Cavity Radiometer Irradiance Monitor II (ACRIM2)

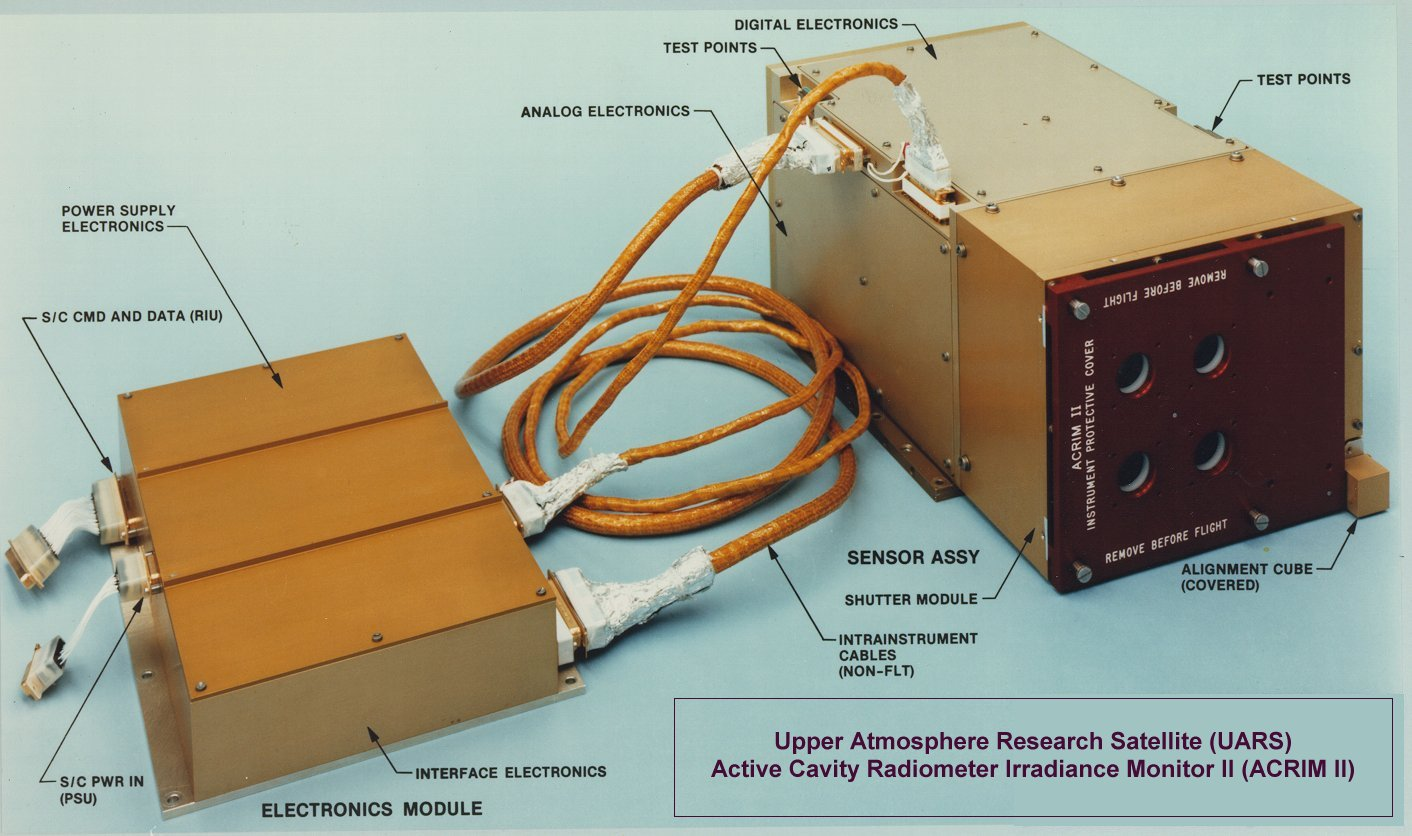
L'ACRIM2.

Lo strumento ACRIM2 misurava la radiazione solare totale (TSI) e l'energia di radiazione solare che raggiunge la Terra, continuando la raccolta dei dati dei cambiamenti climatici iniziata nel 1980 con l'esperimento ACRIM1 sulla missione Solar Maximum Mission (SMM). I risultati dell'esperimento ACRIM1 hanno permesso di scoprire per la prima volta le variazioni intrinseche della TSI e le loro relazioni con i fenomeni di attività magnetica del Sole. Gli esperimenti dell'ACRIM hanno confermato che la variazione della TSI avviene su quasi qualunque scala temporale dalla loro cadenza di osservazione di 2 minuti a pluridecennale lunghezza della TSI registrata fino ad oggi. Una conoscenza precisa della TSI e la sua variazione nel tempo è essenziale per comprendere i cambiamenti climatici. Recenti scoperte indicano che, instrinseche variazioni della TSI hanno avuto un ruolo molto importante (fino al 50 %) nel riscaldamento globale, durante l'era industriale, di quanto precedentemente previsto dai modelli di circolazione globale. Le profonde implicazioni sociologiche ed economiche di comprendere i contributi ai cambiamenti climatici provocati dall'attività umana, rende indispensabile che il database TSI, una componente critica nella ricerca sul cambiamento climatico, debba essere attentamente ampliato nel futuro. L'esperimento ACRIM2 era una parte importante per fornire i dati a lungo termine della TSI.

## Fine della missione

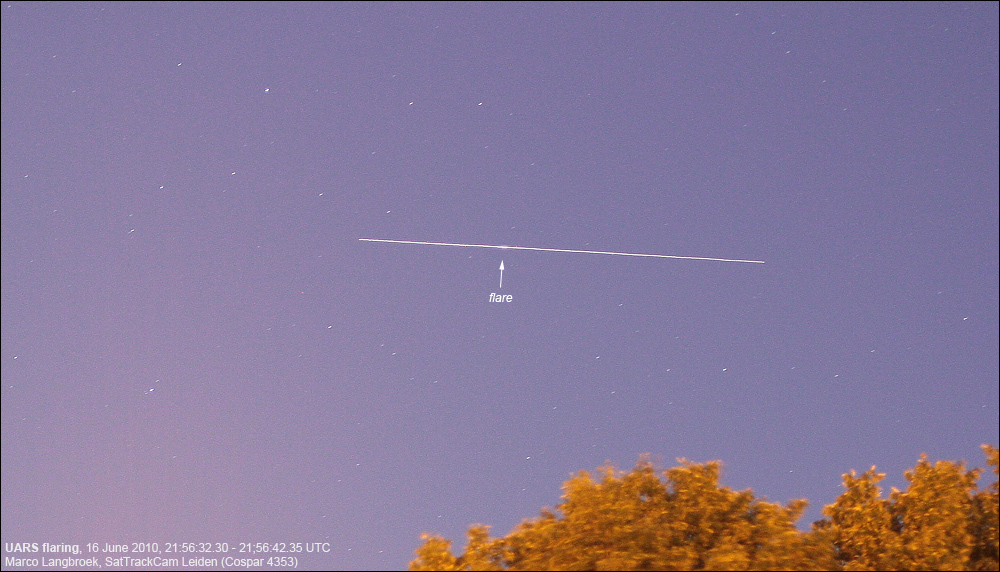
Una scia luminosa prodotta dal passaggio dell'UARS sui cieli dei Paesi Bassi il 16 giugno 2010.

### Abbassamento dell'orbita
L'UARS è stato dismesso nel 2005 e, ai primi di dicembre, è entrato in un'orbita finale di abbassamento, seguita dallo spegnimento dei sistemi del satellite.

### Rientro
Il 7 settembre 2011 la NASA ha annunciato l'imminente rientro incontrollato dell'UARS e ha notato che esisteva un possibile rischio per il pubblico. A partire dal 21 settembre 2011, l'altezza dell'orbita di UARS è passata da 210 km a 195 km. Il rientro era stato previsto per il 23 settembre 2011. Alcuni detriti (probabilmente 26) avrebbero potuto resistere alla distruzione nell'atmosfera e raggiungere la superficie; la probabilità di rischi di danni all'uomo era stata calcolata in 1 su 3.200; di questi, il più grande, avrebbe dovuto avere una massa di 158,3 kg e avrebbe dovuto raggiungere la superficie ad una velocità di 44 m/s. Pezzi più piccoli avrebbero dovuto raggiungere la superficie a 107 m/s.
Nelle ultime orbite il satellite ha sorvolato anche zone densamente popolate, come il nord Italia, ed era anche possibile che precipitasse su di esse. Il satellite è infine rientrato nell'oceano Pacifico il 24 settembre (23 settembre, alle 4:00, ora locale). Non è segnalata l'individuazione di detriti che abbiano raggiunto zone popolate.